# Урсоаја (Бузау)
Урсоаја (рум. Ursoaia) насеље је у Румунији у округу Бузау у општини Виперешти. Oпштина се налази на надморској висини од 255 m.

## Становништво
Према подацима из 2002. године у насељу је живело 384 становника, од којих су сви румунске националности.